# Capasa cryptopyrrhata
Capasa cryptopyrrhata är en fjärilsart som beskrevs av Walker 1862. Capasa cryptopyrrhata ingår i släktet Capasa och familjen mätare. Inga underarter finns listade i Catalogue of Life.